# Сиера Мадре де Чиапас
Сиера Мадре де Чиапас или само Сиера Мадре (на испански: Sierra Madre del Chiapas) е планинска верига в крайната югоизточна част на Мексико и западната част на Гватемала. Простира се на около 440 km покрай брега на Тихия океан от провлака Теуантепек на северозапад до езерото Атитлан в Гватемала и ширина до 50 km. На югозапад със стръмни склонове се спуска към тясната крайбрежна низина, а на североизток дълбоката тектонска долина на река Грихалва я отдея от останалите планини в щата Чиапас. Най-високата точка е вулканът Такана (4067 m), разположен на границата между двете държави. Планината е изградена предимно от вулканични скали и е епицентър на чести земетресения. На югозапад към океана текат къси, бурни, но маловодни реки, а на североизток – по-дълги, спокойни и пълноводни леви протоци на река Грихалва (Куилко, Санто Доминго, Сучапа, Вента и др.). Североизточните наветрани склонове са обрасли с влажни тропични и смесени гори, а югозападните подветрени – с тропически редки гори и борови гори.